# Al-Maslusa
Al-Maslusa – wieś w Jordanii, w muhafazie Madaba. W 2015 roku liczyła 271 mieszkańców.